# Bancassurance
Bancassurance là mô hình liên kết kinh doanh bảo hiểm  phổ biến giữa ngân hàng và công ty bảo hiểm nhằm mục đích cung cấp các sản phẩm bảo hiểm hoặc lợi ích bảo hiểm cho khách hàng của ngân hàng . Trong quan hệ đối tác này, nhân viên ngân hàng và giao dịch viên trở thành điểm bán hàng và điểm liên lạc cho khách hàng. Nhân viên ngân hàng được tư vấn và hỗ trợ bởi công ty bảo hiểm thông qua thông tin sản phẩm bán buôn, các chiến dịch tiếp thị và đào tạo bán hàng. Ngân hàng và công ty bảo hiểm chia sẻ hoa hồng. Chính sách bảo hiểm được các công ty bảo hiểm xử lý và quản lý.
Sự sắp xếp hợp tác này có thể mang lại lợi nhuận cho cả hai công ty. Các ngân hàng có thể kiếm thêm doanh thu bằng cách bán các sản phẩm bảo hiểm, trong khi các công ty bảo hiểm có thể mở rộng cơ sở khách hàng của họ mà không phải mở rộng lực lượng bán hàng hoặc trả hoa hồng cho các đại lý bảo hiểm hoặc môi giới. Bancassurance đã được chứng minh là một kênh phân phối hiệu quả ở một số quốc gia ở Châu Âu, Châu Mỹ Latinh, Châu Á và Úc.